# Dez Cadena

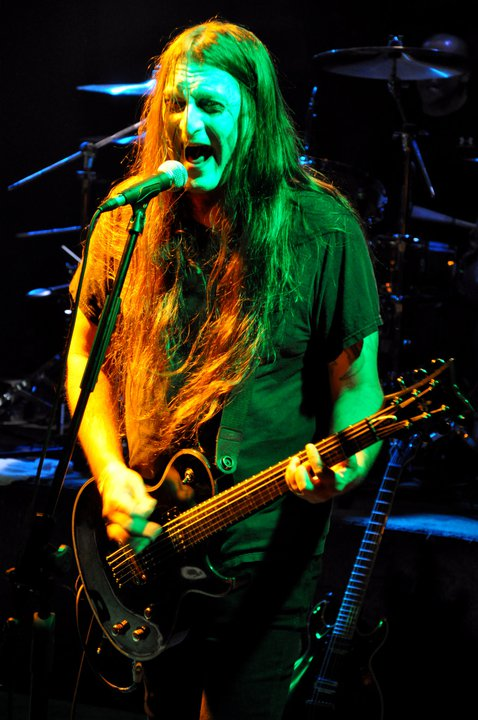
Cadena bei einem Auftritt mit den Misfits, 2011

Dennis (Dez) Paul Cadena (* 2. Juni 1961 in Newark, New Jersey) ist ein US-amerikanischer Sänger und Gitarrist. Er war der dritte Sänger der Hardcore-Punk-Band Black Flag. Sein Vater, Ozzie Cadena, war Mitgründer von Savoy Records.

## Karriere
Dez Cadena wurde 1980 Sänger von Black Flag, nachdem sich die Band von seinem Vorgänger Ron Reyes getrennt hatte. Nach einem Jahr entschied sich Cadena, die Gitarre zu spielen. Henry Rollins übernahm die Vocalparts. Nachdem Cadena die Band 1983 nach dem Album Damaged verlassen hatte, trat er der Band DC3 bei. Cadena war daneben Mitglied der Bands Redd Kross, Twisted Roots und Ella and the Blacks, einer von ihm mitgegründeten Band. 1985 wirkte er als Gastmusiker für Hüsker Dü bei deren Album Zen Arcade.
2001 bestritt Cadena mit der Band The Misfits ihre Tournee zum 25. Bandjubiläum und spielte Gitarre auf dem Album Project 1950. Beim aktuellen Album der Misfits von 2011 war Cadena sowohl in Songwriting als auch in Gesangsparts involviert. 2015 verließ er die Misfits.
Cadena spielt seit 2006 Leadgitarre bei der Punkrock-Supergroup Osaka Popstar, zusammen mit Jerry Only, Marky Ramone, John Cafiero und Ivan Julian. Die Band veröffentlichte 2006 ihr bisher einziges Album Osaka Popstar and the American Legends of Punk. Seit 2022 spielt er in der von ihm gegründeten Band Dondo.

## Diskografie
Mit Black Flag
- 1981: Louie Louie (Single)
- 1981: Six Pack (EP)
- 1981: TV Party (EP)
- 1981: Damaged (Album)
- 1982: Everything Went Black (Compilation)
- 1983: The First Four Years (Compilation)

Mit DC3
- 1985: This Is the Dream

Mit The Misfits
- 2002: The Day the Earth Caught Fire (Single)
- 2003: Project 1950 (Album)
- 2009: Land of the Dead (Single)
- 2011: The Devil's Rain  (Album)

Mit Osaka Popstar
- 2006: Osaka Popstar and the American Legends of Punk (Album)

## Benutzte Instrumente
Ein Auszug aus der Liste von Dez Cadenas Instrumenten::
- Gibson Les Paul Custom
- Gibson Flying V
- B.C. Rich Warlock in rot, genannt "Lollipop"
- Schecter C-1 XXX
- Schecter C-1 Elite
- Ibanez in schwarz, genannt "Black Betty"